# Casa Pedrol (Gandesa)
La Casa Pedrol és una obra racionalista de Gandesa (Terra Alta) inclosa a l'Inventari del Patrimoni Arquitectònic de Catalunya.

## Descripció
Edifici típicament racionalista ocupant un solar molt estret. De quatre pisos, fent angle, amb balcons correguts massissos, corbats a gran part de la façana, que té totes les seves obertures seguint eixos verticals. Totes les finestres estan emmarcades i línies de cornisa marcant els forjats.
Façana revocada i coberta superior plana, terrassada.